# Oruscatus opalescens
Oruscatus opalescens är en skalbaggsart som beskrevs av Bates 1870. Oruscatus opalescens ingår i släktet Oruscatus och familjen bladhorningar. Inga underarter finns listade i Catalogue of Life.